# ريد إنجن
ريد إنجن (الإنجليزية: REDengine)، هو محرك ألعاب أنشئ سنة 2011 من قبل شركة سي دي بروجكت، حيث أنتج عدة ألعاب، ومنها لعبة ذا ويتشر 3: وايلد هانت.